# Borussia (Schiff, 1855)
Die 1855 gebaute Borussia war der erste in Preußen gebaute eiserne Hochseedampfer mit Schraubenantrieb.

## Bau und technische Daten
Das Schiff lief am 21. Juni 1855 bei Schichau in Elbing für den Elbinger Reeder Georg Grunau vom Stapel, und zwar seitwärts in den eigens zu diesem Zweck vertieften Aschhofgraben. Die Bauleitung hatte der Schiffbaumeister Gustav Fechter. Der 40 m lange Schiffsrumpf war aus halbzölligen Stahlplatten hergestellt. Bei voller Beladung hatte das Schiff 2,5 m Tiefgang. Die Borussia hatte, eine Neuigkeit für die damalige Zeit, einen Deckskran. Die von Schichau gefertigte Dampfmaschine erbrachte eine Leistung von 60 PS, und bei den Probefahrten auf dem Elbingfluss erreichte das Schiff eine Geschwindigkeit von 10 Knoten. 

## Geschichte
Nach Beendigung der Probefahrten lief die Borussia am 28. Oktober 1855 mit einer Ladung von Kupfer und Borsten zu ihrer ersten Handelsfahrt aus, von Königsberg über Pillau nach London, wo sie nach 160 Stunden Fahrzeit am 4. November ankam. Die Borussia wurde später an eine Königsberger Reederei verkauft, für die sie noch bis 1874 fuhr.
Sie sank 1874 nach einer Kollision mit der Sirius auf der Höhe von Jershöft in Hinterpommern (ungefähre Position).